# ダミアーノ・ダヴィド
ダミアーノ・デイビッド (Damiano David、1999年1月8日 - ) は、ロックバンド『マネスキン（Måneskin）』のリードボーカリストとして知られるイタリアのミュージシャン。同バンドはサンレモ音楽祭2021、ユーロビジョンソングコンテスト2021にて優勝した。

## 来歴
イタリアのローマにて、客室乗務員の両親のもとに生まれる。仕事柄ゆえ彼とその兄弟ヤコポは幼少より世界中を旅する生活をしており、様々な文化に触れて育ってきた。17歳になる頃にはポイントガードとしてバスケットボールの才能を見せ、地元のクラブチーム『ユーロバスケット・ローマ』にて活躍した。彼はその頃の思い出を、人生における重要な成功体験であると語っている。
ダヴィドが歌を始めたのはわずか6歳の頃である。のちにマネスキンのメンバーとなるヴィクトリア・デ・アンジェリス、トーマス・ラジと出会ったエウジェーニオ・モンターレ州立高等学校では、就学するも卒業はせず、両親の支援のもと音楽業に専念した。地元のバンドにボーカリストとして紹介された際、当初は彼のボーカルスタイルが「ポップすぎる」ことを理由に断られたものの、最終的にはその熱意ゆえにバンドに迎えられることとなる。まもなくダヴィドは自身のスタイル、特にステージにおける自らのキャラクターを、自由に自己表現できるやり方に変えていった。
2016年にマネスキンを結成。初期はストリートミュージシャンとしてローマ市街で演奏を行っていたが、イタリアのタレントショーX Factor第11シーズン目のステージ2をクリアしたことで一躍知名度を上げる。2018年にソニー・ミュージックよりデビューアルバム 『Il ballo della vita』を発売し、2018年から2019年にかけてツアーを行った。2021年にはセカンドアルバムとなる『Teatro d'ira: Vol. I』がリリースされた。
ユーロビジョン・ソング・コンテスト2021での優勝後、ダヴィドには同コンテストファイナルでの薬物使用疑惑が持ち上がったが、すぐに虚偽と判明している。ダヴィドに薬物乱用歴はなく、バンドメンバーらとともに結成当初より薬物反対を唱えてきた。Vogue Italiaのインタビューでは「僕たちは、アルコールと薬物に溺れるステレオタイプなロックスター像に嵌まるつもりはない」と答えている。創作性は「健康的かつ熟練した、明朗な」精神により生まれるものであるとダヴィドは信じており、27クラブを例に挙げながら「何かに依存し、自らを縛ること」によって自己表現を試みるのは矛盾していると発言している。
ダヴィドは2021年の公開映画『クルエラ』にて主人公のクルエラの片腕ジェフリーのイタリア語版吹き替えを務め、作中挿入歌であるザ・ストゥージズの『I Wanna Be Your Dog』をカバーした。

## プライベート
- 地元ローマのサッカークラブ、ASローマのファンであり、スタジアムの観客席で観戦する姿を何度も目撃されている[19]。
- 2024年2月5日、『ディセンダント』シリーズなどで有名なアメリカ合衆国の女優、ダヴ・キャメロンと交際してることを公表[20]。クライグ・デイヴィスのグラミー賞授賞式のプレパーティに揃って出席した。

## ディスコグラフィ

### アルバム
| 年   | タイトル           | 収録曲 |
| ---- | ------------------ | --- |
| 2025 | FUNNY little FEARS | 1. Voices 2. Next Summer 3. Zombie Lady 4. The Bruise 5. Sick of Myself 6. Angel 7. Tango 8. Born With a Broken Heart 9. Tangerine 10. Mars 11. The First Time 12. Perfect Life 13. Silverlines - prod. Labrinth 14. Solitude (No One Understands Me) |

### シングル
| 年                                        | タイトル                     | チャート最高位 | チャート最高位 | チャート最高位 | チャート最高位 | チャート最高位 | 認定 | 収録アルバム |
| 年                                        | ITA                          | BEL (FL)       | CAN            | FRA            | SWI            |                |      |              |
| ----------------------------------------- | ---------------------------- | -------------- | -------------- | -------------- | -------------- | -------------- | ---- | ------------ |
| 2024                                      | Silverlines (prod. Labrinth) | 85             | —              | —              | —              | —              |      |              |
| 2024                                      | Born With a Broken Heart     | 24             | 4              | 95             | 21             | 54             |      |              |
| 2025                                      | Next Summer                  | 56             | 43             | —              | 165            | 60             |      |              |
| "—"は未発売またはチャート圏外を意味する。 |                              |                |                |                |                |                |      |              |